# Wolfgang Funkel
Wolfgang Funkel (Neuss, 10 agosto 1958) è un allenatore di calcio ed ex calciatore tedesco, di ruolo difensore.

## Carriera

### Giocatore

#### Club
Cresciuto nel VfR Neuss, club della sua città, vi resta fino al 1982 quando viene acquistato dal Viktoria Goch, dove rimane un anno.
Nel 1983 passa per una stagione al Rot-Weiss Oberhausen.
Nel 1984 si trasferisce al Bayer Uerdingen (squadra nella quale militava anche il fratello Friedhelm) dove al secondo anno vince la Coppa di Germania nella finale contro il Bayern Monaco e l'anno successivo arriva al terzo posto nella Bundesliga.
Nel 1991 si trasferisce al Kaiserslautern dove disputa le sue ultime quattro stagioni professionistiche.

#### Nazionale
Ha giocato 7 partite (segnando un gol) nella Nazionale Under 21 della Germania Ovest.
Nel 1986 ha disputato 2 partite con la Nazionale della Germania Ovest. Nel 1988 fece parte della rosa che conquistò la medaglia di bronzo alle Olimpiadi di Seul.

### Allenatore
Finita la carriera da giocatore, intraprende la carriera di allenatore. Dal 1996 al 1998 guida la squadra dove aveva giocato da ragazzino, il VfR Neuss. A partire dal 1998 lavora come membro dello staff del Rot-Weiss Oberhausen fino al 2001. In seguito espleta lo stesso ruolo nell'Hansa Rostock dal 2001 al 2005 e poi nel Kaiserslautern fra il 2005 ed il 2008.

## Palmarès

### Giocatore

#### Club
- Coppa di Germania: 1

Bayer Uerdingen: 1984-1985
- Supercoppa di Germania: 1

Kaiserslautern: 1991

#### Nazionale
- Bronzo olimpico: 1

Seul 1988